# Liste des matchs de l'équipe du Yémen de football par adversaire
Cette liste présente les matchs de l'équipe du Yémen de football par adversaire rencontré depuis son premier match. Lorsqu'une rivalité footballistique particulière existe entre le Yémen et un autre pays, une page spécifique est parfois proposée.
- Haut – A
- B
- C
- D
- E
- F
- G
- H
- I
- J
- K
- L
- M
- N
- O
- P
- Q
- R
- S
- T
- U
- V
- W
- X
- Y
- Z

## B

### Bhoutan

#### Confrontations
Confrontations entre le Yémen et le Bhoutan :
|   | Date            | Lieu    | Match           | Score | Compétition                                                  |
| - | --------------- | ------- | --------------- | ----- | ------------------------------------------------------------ |
| 1 | 18 février 2000 | Koweït  | Yémen - Bhoutan | 11-2  | Tour préliminaire à la Coupe d'Asie des nations 2000 (gr. 5) |
| 2 | 10 octobre 2003 | Djeddah | Yémen - Bhoutan | 8-0   | Tour qualificatif à la Coupe d'Asie des nations 2004 (gr. C) |
| 3 | 17 octobre 2003 | Djeddah | Yémen - Bhoutan | 4-0   | Tour qualificatif à la Coupe d'Asie des nations 2004 (gr. C) |

#### Bilan
Au 31 mars 2019 :
- Total de matchs disputés : 3
- Victoires du Yémen : 3
- Match nul : 0
- Victoires du Bhoutan : 0
- Total de buts marqués par le Yémen : 23
- Total de buts marqués par le Bhoutan : 2

### Brunei

#### Confrontations
Confrontations entre Brunei et le Yémen :
|   | Date          | Lieu                | Match          | Score | Compétition                                                      |
| - | ------------- | ------------------- | -------------- | ----- | ---------------------------------------------------------------- |
| 1 | 7 avril 2001  | Bandar Seri Begawan | Brunei - Yémen | 0-5   | Tour préliminaire à la Coupe du monde 2002 (zone Asie, 1er tour) |
| 2 | 27 avril 2001 | Sanaa               | Yémen - Brunei | 1-0   | Tour préliminaire à la Coupe du monde 2002 (zone Asie, 1er tour) |

#### Bilan
Au 3 avril 2019 :
- Total de matchs disputés : 2
- Victoires de Brunei : 0
- Match nul : 0
- Victoires du Yémen : 2
- Total de buts marqués par Brunei : 0
- Total de buts marqués par le Yémen : 6

## C

### Cambodge
Confrontations entre le Cambodge et le Yémen :
| Date          | Lieu       | Match            | Score | Compétition |
| 20 avril 1997 | Phnom Penh | Cambodge - Yémen | 0-1   |             |
| 16 mai 1997   | Sanaa      | Yémen - Cambodge | 7-0   |             |

Bilan
Total de matchs disputés : 2
- Victoires de l'équipe du Yémen : 2
- Match nul : 0
- Victoire de l'équipe du Cambodge : 0

### Comores

#### Confrontations
Confrontations entre le Yémen et les Comores :
|   | Date             | Lieu  | Match           | Score | Compétition                                                      |
| - | ---------------- | ----- | --------------- | ----- | ---------------------------------------------------------------- |
| 1 | 14 décembre 2006 | Sanaa | Yémen - Comores | 2-0   | Qualifications à la Coupe arabe des nations 2009 (en) (1er tour) |

#### Bilan
Au 17 avril 2019 :
- Total de matchs disputés : 1
- Victoires du Yémen : 1
- Matchs nuls : 0
- Victoires des Comores : 0
- Total de buts marqués par le Yémen : 2
- Total de buts marqués par les Comores : 0

## E

### Émirats arabes unis

#### Confrontations
Confrontations entre le Yémen du Nord puis le Yémen et les Émirats arabes unis :
|    | Date              | Lieu       | Match                               | Score | Compétition                                                         |
| -- | ----------------- | ---------- | ----------------------------------- | ----- | ------------------------------------------------------------------- |
| 1  | 11 août 1985      | Casablanca | Yémen du Nord - Émirats arabes unis | 2-1   | Jeux panarabes de 1985 (gr. B)                                      |
| 2  | 17 juin 1988      | Abou Dabi  | Émirats arabes unis - Yémen du Nord | 2-1   | Tour préliminaire à la Coupe d'Asie des nations 1988 (gr. 1)        |
| 3  | 11 mai 2001       | Sanaa      | Yémen - Émirats arabes unis         | 2-1   | Tour préliminaire à la Coupe du monde 2002 (zone Asie, 1er tour)    |
| 4  | 18 mai 2001       | Al-Aïn     | Émirats arabes unis - Yémen         | 3-2   | Tour préliminaire à la Coupe du monde 2002 (zone Asie, 1er tour)    |
| 5  | 30 septembre 2002 | Pusan      | Yémen - Émirats arabes unis         | 1-2   | Jeux asiatiques de 2002 (gr. B)                                     |
| 6  | 11 janvier 2004   | Koweït     | Yémen - Émirats arabes unis         | 0-3   | Coupe du Golfe des nations 2003 (en)                                |
| 7  | 9 juin 2004       | Al-Aïn     | Émirats arabes unis - Yémen         | 3-0   | Phase qualificative de la Coupe du monde 2006 (zone Asie, 1er tour) |
| 8  | 8 septembre 2004  | Sanaa      | Yémen - Émirats arabes unis         | 3-1   | Phase qualificative de la Coupe du monde 2006 (zone Asie, 1er tour) |
| 9  | 20 janvier 2007   | Abou Dabi  | Émirats arabes unis - Yémen         | 2-1   | Coupe du Golfe des nations 2007 (en) (gr. B)                        |
| 10 | 5 janvier 2009    | Mascate    | Émirats arabes unis - Yémen         | 3-1   | Coupe du Golfe des nations 2009 (gr. B)                             |
| 11 | 25 décembre 2012  | Doha       | Émirats arabes unis - Yémen         | 2-0   | Match amical                                                        |
| 12 | 29 décembre 2012  | Doha       | Émirats arabes unis - Yémen         | 3-1   | Match amical                                                        |
| 13 | 20 novembre 2018  | Dubaï      | Émirats arabes unis - Yémen         | 2-0   | Match amical                                                        |

#### Bilan
Au 12 avril 2019 :
- Total de matchs disputés : 13
- Victoires du Yémen du Nord puis du Yémen : 3
- Matchs nuls : 0
- Victoires des Émirats arabes unis : 10
- Total de buts marqués par le Yémen du Nord puis le Yémen : 14
- Total de buts marqués par les Émirats arabes unis : 28

## J

### Japon
Confrontations entre le Yémen et le Japon :
| Date             | Lieu     | Match         | Score | Compétition                                                                      |
| 16 août 2006     | Niigata  | Japon - Yémen | 2-0   | Qualifications pour la Coupe d'Asie des Nations 2007 - Tour principal (Groupe A) |
| 6 septembre 2006 | Sanaa    | Yémen - Japon | 0-1   | Qualifications pour la Coupe d'Asie des Nations 2007 - Tour principal (Groupe A) |
| 20 janvier 2009  | Kumamoto | Japon - Yémen | 2-1   | Qualifications pour la Coupe d'Asie 2011 - Tour final (Groupe A)                 |
| 6 janvier 2010   | Sanaa    | Yémen - Japon | 2-3   | Qualifications pour la Coupe d'Asie 2011 - Tour final (Groupe A)                 |

Bilan
Total de matchs disputés : 4
- Victoire de l'équipe du Japon : 4
- Match nul : 0
- Victoire de l'équipe du Yémen : 0

## K

### Kirghizistan

#### Confrontations
Confrontations entre le Yémen et le Kirghizistan :
|   | Date            | Lieu  | Match                | Score | Compétition                                                  |
| - | --------------- | ----- | -------------------- | ----- | ------------------------------------------------------------ |
| 1 | 26 janvier 1996 | Riyad | Yémen - Kirghizistan | 1-0   | Tour préliminaire à la Coupe d'Asie des nations 1996 (gr. 9) |
| 2 | 2 février 1996  | Riyad | Kirghizistan - Yémen | 3-1   | Tour préliminaire à la Coupe d'Asie des nations 1996 (gr. 9) |

#### Bilan
Au 3 avril 2019 :
- Total de matchs disputés : 2
- Victoires du Yémen : 1
- Matchs nuls : 0
- Victoires du Kirghizistan : 1
- Total de buts marqués par le Yémen : 2
- Total de buts marqués par le Kirghizistan : 3

## M

### Maldives

#### Confrontations
Confrontations entre les Maldives et le Yémen :
|   | Date            | Lieu  | Match            | Score | Compétition                                                   |
| - | --------------- | ----- | ---------------- | ----- | ------------------------------------------------------------- |
| 1 | 8 octobre 2007  | Sanaa | Yémen - Maldives | 3-0   | Éliminatoires de la Coupe du monde 2010 (zone Asie, 1er tour) |
| 2 | 28 octobre 2007 | Malé  | Maldives - Yémen | 2-0   | Éliminatoires de la Coupe du monde 2010 (zone Asie, 1er tour) |
| 3 | 2 juin 2016     | Malé  | Maldives - Yémen | 0-2   | Éliminatoires de la Coupe d'Asie des nations 2019 (barrages)  |
| 4 | 7 juin 2016     | Doha  | Yémen - Maldives | 2-0   | Éliminatoires de la Coupe d'Asie des nations 2019 (barrages)  |

#### Bilan
Au 6 avril 2019 :
- Total de matchs disputés : 4
- Victoires des Maldives : 1
- Matchs nuls : 0
- Victoires du Yémen : 3
- Total de buts marqués par les Maldives : 2
- Total de buts marqués par le Yémen : 7